# Mullens
Mullens è un comune degli Stati Uniti d'America, nella contea di Wyoming nello Stato della Virginia Occidentale. La città ha dato i natali ai cestisti ed allenatori Mike D'Antoni e Jerome Anderson.